# 중동로
중동로(中洞路)는 경기도 부천시 소사구 송내동에서 원미구 중동 일대를 거쳐 오정구 내동 삼정주유소를 잇는 도로이다.

## 역사
- 2009년 11월 12일 : 도로명을 문예로로 결정[1]
- 2010년 4월 7일 : 도로 위치 예측에 철도역 명칭을 사용하기로 결정하면서 도로명을 중동역에서 따온 중동로로 변경[2]

## 특징
원래 명칭은 문예로(文藝路)였는데 이 명칭이 붙은 이유는 다음과 같다.
1992년 중동 일대에 신도시를 개발하면서 부천시에서는 중동 1153번지 일대에 부천문화예술회관을 건축하는 것으로 계획했고, 이 일대를 지나도록 조성하는 도로 명칭을 지으면서 문예로가 되었다. 그러나 2007년 6월 발주한 중동 신도시 지구 단위 계획 재정비 용역과 관련하여 춘의동 432번지에 부천문화예술회관을 짓기로 하면서 주민과의 갈등이 발생하여 지금까지 이르고 있다.
2011년 7월 29일부터 실시된 도로명새주소 안내를 위한 도로명 정비로 이 도로가 중동역 및 중동 일대를 지난다고 해서 중동로라는 명칭으로 변경되었다. 현재 중동로 구간은 송내사거리 이남 동신아파트 앞 삼거리까지 포함되어 있다.
원래 중동로는 장말문예사거리에서 내동 구간만 왕복 6차선 도로로 구성되어 있었고, 장말문예사거리부터 송내사거리까지 구간은 2차선 도로로 구성되어 있었다. 그러다가 중동사거리에서 송내사거리를 잇는 기존 중동고가차로를 철거하고 왕복 4차선 도로로 확장하는 공사가 2005년 12월에 착공하여 2008년 6월 4일에 완공하였으며, 2009년 7월에 중동주공아파트가 팰리스카운티아파트로 재건축 되면서 장말문예사거리부터 중동사거리까지 구간이 왕복 6차선 도로로 확장되었다.

## 경유지
송내동신아파트 - 송내사거리 - 뉴서울앞삼거리 - 중동고차차도(중동역) - 중동사거리 - 장말문예사거리 - 복사골아파트교차로 - 중앙공원사거리 - 터미널사거리 - 문예사거리 - 중흥고사거리 - 신흥시장사거리 - 삼정주유소앞 삼거리

## 주요 건물 및 시설
- 신한일전기
- 송일치안센터 (경기도 부천시 소사구 중동로 45)
- 중동역 (경기도 부천시 소사구 중동로 73)
- 중동팰리스카운티
- 중앙공원
- 중흥고등학교
- 다니엘병원 (경기도 부천시 원미구 중동로 361)
- 부천약대동우편취급국 (경기도 부천시 원미구 중동로 380-5)
- 부천삼정초등학교 (경기도 부천시 오정구 중동로 436)